# 捷基-奥古兹区
捷基奥古兹区，另译杰季奥古兹区，是吉尔吉斯斯坦东北部伊塞克湖州下辖的一个区。治所位于克孜勒苏。该区面积为14,499平方（5,598平方英里），2009年常住人口为82,085人。